# Кауфюрдерріге
Кауфюрдерріге (нід. Koufurderrige) — село в нідерландській провінції Фрисландія. Входить до муніципалітету Південно-Західна Фрисландія.
Його площа становить 13,09км², а населення станом на 2021 рік складало 135 осіб.
Перша згадка про населений пункт датується 1543 роком.